# Judy et cie
Judy et cie is een nummer van Pierre Rapsat. Het was tevens het nummer waarmee hij België vertegenwoordigde op het Eurovisiesongfestival 1976 in de Nederlandse stad Den Haag. Daar werd hij uiteindelijk achtste met 68 punten. Hij kreeg twaalf punten van Finland.

## Resultaat
| Plaats | Land      | Artiest(en)            | Lied                      | Punten |
| ------ | --------- | ---------------------- | ------------------------- | ------ |
| 7      | Italië    | Al Bano & Romina Power | Noi lo rivivremo di nuovo | 69     |
| 8      | België    | Pierre Rapsat          | Judy et cie               | 68     |
| 9      | Nederland | Sandra Reemer          | The party's over          | 56     |